# Liste der Ehrenbürger von Zwiesel
Die Ehrenbürgerwürde ist die höchste kommunale Auszeichnung der Stadt Zwiesel. Ihre Verleihung erfolgt auf Beschluss des Stadtrates.
Seit 1897 wurden folgende Personen zu Ehrenbürgern ernannt.
Hinweis: Die Auflistung erfolgt chronologisch nach Datum der Zuerkennung. Sie ist nach 1966 vermutlich nicht mehr vollständig.

## Ehrenbürger der Stadt Zwiesel
1. Andreas Gruber
Bürgermeister und Kaufmann
Verleihung am 22. Oktober 1897
Gruber erwarb sich während seiner Zeit als Bürgermeister Verdienste um den Markt Zwiesel. In seine Amtszeit fallen die Errichtung der Wasserleitung, die Projektierung der Mädchenschule, sowie Maßnahmen zur Ortsverschönerung.
2. Johann Krieger
Lehrer
Verleihung am 22. Oktober 1897
Krieger wurde für seine 44-jährige Tätigkeit als Lehrer geehrt. 32 Jahre davon verbrachte er in Zwiesel.
3. Johann Georg Fürst
Geistlicher Rat, Dekan
Verleihung am 2. November 1901
Fürst wirkte von 1876 bis 1904 als (Stadt-)Pfarrer in Zwiesel. Während dieser Zeit wurde die katholische Pfarrkirche neu errichtet. Er setzte sich zudem für die Ortsverschönerung ein und war Förderer der örtlichen Vereine. Nach ihm ist eine Straße benannt.
4. Franz Höss
kgl. Hofrat, Praktischer Arzt
Verleihung am 14. Dezember 1911
Hoeß war 35 Jahre lang als Praktischer Arzt niedergelassen. Daneben arbeitete er 20 Jahre im Krankenhaus und 22 Jahre als Sanitätskolonnenarzt. Dem Kommunalwesen diente er 20 Jahre als Gemeindebevollmächtigter, 12 Jahre als Magistratsrat und 9 Jahre als Kommunalkassierer.
5. Ignaz Schmid
Kaufmann
Verleihung am 14. Dezember 1911
Schmid erwarb sich durch wohltätige Stiftungen Verdienste um die Stadt. Er war 20 Jahre Gemeindebevollmächtigter und 6 Jahre Magistratsrat.
6. Adam Janka sen.
Bürgermeister, Besitzer einer Bierbrauerei und eines Gasthofs
Verleihung am 28. September 1918
In die 12-jährige Amtszeit Jankas als Bürgermeister fallen der Bau der Mädchenschule, die Benennung der Straßen der Stadt und die Errichtung der Kinderbewahr- und Suppenanstalt, Am 1. Juli 1868 war er Mitbegründer der Freiwilligen Feuerwehr, der er 50 Jahre angehörte und 15 Jahre als Vorstand diente. Lange Jahre war er Gemeindebevollmächtigter und Magistratsrat.
7. Hans Sebastian Schmid
Kunstmaler, Bildhauer
Verleihung am 4. Juli 1919
Schmid fungierte lange Jahre als Direktor der Fachschule. Er erwarb sich besonders als Mitbegründer und großer Förderer des städtischen Museums Verdienste.
8. Anton Schadenfroh
Geistlicher Rat, Dekan
Verleihung am 13. Mai 1921
Schadenfroh wirkte von 1907 bis 1928 als Stadtpfarrer in Zwiesel. Auf seine Initiative hin wurde der Pfarrhof gebaut. Er diente lange Jahre als Pfarrvorstand und war Leiter des Bezirksarmenrats. In besonderer Weise setzte er sich für die Wohltätigkeit ein. Nach ihm ist auch eine Straße benannt.
9. Josef Andreas Röck
Bürgermeister und Kaufmann
Verleihung am 27. März 1925
Röck übte 19 Jahre das Amt des Bürgermeisters aus. Er initiierte die Errichtung des städtischen Schlachthofs, die Einrichtung der Fachschule für Glasindustrie und Holzschnitzerei, den Bau der Knabenschule und der Leichenhalle, sowie die Elektrifizierung der Stadt. Zudem war er Mitglied des landwirtschaftlichen Kreisausschusses für Niederbayern, Distriktsrat, Gemeindebevollmächtigter und Magistratsrat. Er war Mitbegründer des Turnvereins von 1886, Ehrenvorstand der Sanitätskolonne und Förderer der Freiwilligen Feuerwehr.
10. Josef Seidlmeier
Päpstlicher Hausprälat, Geistlicher Rat, Dekan
Verleihung am 20. Juni 1947
Seidlmaier wirkte von 1928 bis 1955 als Stadtpfarrer in Zwiesel. Er wurde für seine langjährige seelsorgerische Tätigkeit zum Ehrenbürger ernannt.
11. Erich Schott (* 29. März 1891 in Jena; † 24. Juli 1989)
Geschäftsleiter
Verleihung am 2. März 1966
Schott war seit 1927 Geschäftsleiter des Jenaer Glaswerk Schott und seit 1934 Generalbevollmächtigter der Carl-Zeiss-Stiftung. Nach Ende des Zweiten Weltkriegs baute er das Unternehmen in Westdeutschland neu auf und siedelte es in Zwiesel an. Anlässlich der Vollendung seines 75. Lebensjahres wurde ihm für seine großen Verdienste um die wirtschaftliche Entwicklung der Stadt die Ehrenbürgerschaft verliehen.
12. Paul Friedl (* 22. Mai 1902 in Pronfelden bei Spiegelau; † 21. Januar 1989 in Zwiesel)
Schriftsteller
Verleihung am 22. Mai 1972
13. Georg Priehäußer (* 22. Januar 1894 in Landshut; † 19. August 1974 in Zwiesel)
Lehrer und Geologe
Verleihung am 25. Oktober 1972
Priehäußer war maßgeblich an der Umgestaltung des Zwieseler Waldmuseums beteiligt.
14. Konrad Klotz (* 26. Oktober 1905 in Bruchmühlbach/Rheinpfalz; † 5. Juni 1994 in München)
Oberforstrat
Verleihung am 26. Oktober 1975
Klotz war von 1949 bis 1989 Leiter des Forstamtes Zwiesel-Ost und maßgeblich an der Neugestaltung des Zwieseler Waldmuseums beteiligt.
15. Franz Xaver Neun (* 13. Juli 1911 in Egglham; † 31. August 1986 in Zwiesel)
Päpstlicher Hausprälat, Geistlicher Rat, Dekan, Stadtpfarrer
Verleihung am 9. Juli 1981
Neun war von 1955 bis 1983 Stadtpfarrer in Zwiesel.
16. Max Weiß
Direktor der Bayerischen Landesbank
Verleihung am 23. April 1985
17. Adalbert Pongratz (* 29. Februar 1928 in Langenhettenbach; † 6. März 2012)
Langjähriger Redaktionsleiter des Bayerwald-Boten und Schriftleiter der Zeitschrift Der Bayerwald.
Verleihung am 16. Dezember 2010

## Quelle
- Karlheinz Spielmann: Ehrenbürger und Ehrungen in der Bundesrepublik. 1965